# Palaeomolis ferghana
Palaeomolis ferghana är en fjärilsart som beskrevs av Otto Staudinger 1887. Palaeomolis ferghana ingår i släktet Palaeomolis och familjen björnspinnare. Inga underarter finns listade i Catalogue of Life.